# Кане-корсо
Ка́не-ко́рсо (італ. Cane Corso) — порода собак 2 групи МКФ. Одна з найдавніших представників групи молосів, перші згадки про яку з'явилися в глибокій старовині. Офіційними предками вважаються давньоіталійські бойові собаки, що використовуються як травильні собаки-гладіатори. Після розпаду Римської імперії нитку історії цього римського молоса переривається аж до початку середньовіччя. За цей час молоси отримали широке поширення по всій Європі, чому свідчать численні гравюри та полотна. В епоху Ренесансу кане-корсо, завдяки своїй стійкості й безстрашності в сутичках з диким звіром, стають об'єктом уваги художників і скульпторів. В Італії й зараз можуть сказати: "Хоробрий як корсо". Там ще до Другої світової війни кане-корсо охороняли ферми, стерегли худобу та допомагали при перегонах стада. Звичайно, вони вже не полювали, але в сільській місцевості завжди було застосування їх міцним щелепам. Після війни кане-корсо стали рідкісними собаками — порода була на межі зникнення. Відродженням породи займався Джованні Ницолли, який відшукував представників породи й схрещував один з одним.

## Порода сьогодні
У XX столітті кане корсо опинився на межі зникнення. Причинами стали війни, урбанізація та зниження потреби в охоронних собаках на селі. Породу вдалося зберегти лише завдяки зусиллям ентузіастів, які знайшли кількох чистопородних собак у південній Італії.
У 1983 році була створена Società Amatori Cane Corso (SACC) — асоціація любителів породи. Саме вона розпочала відновлення популяції, селекцію та популяризацію кане корсо. У 1996 році порода отримала міжнародне визнання FCI.
Сьогодні кане корсо — популярна порода як серед поціновувачів охоронців, так і серед власників, які шукають врівноваженого сімейного собаку. Їх вирізняє розум, відданість і природні охоронні якості.

## Робочі якості

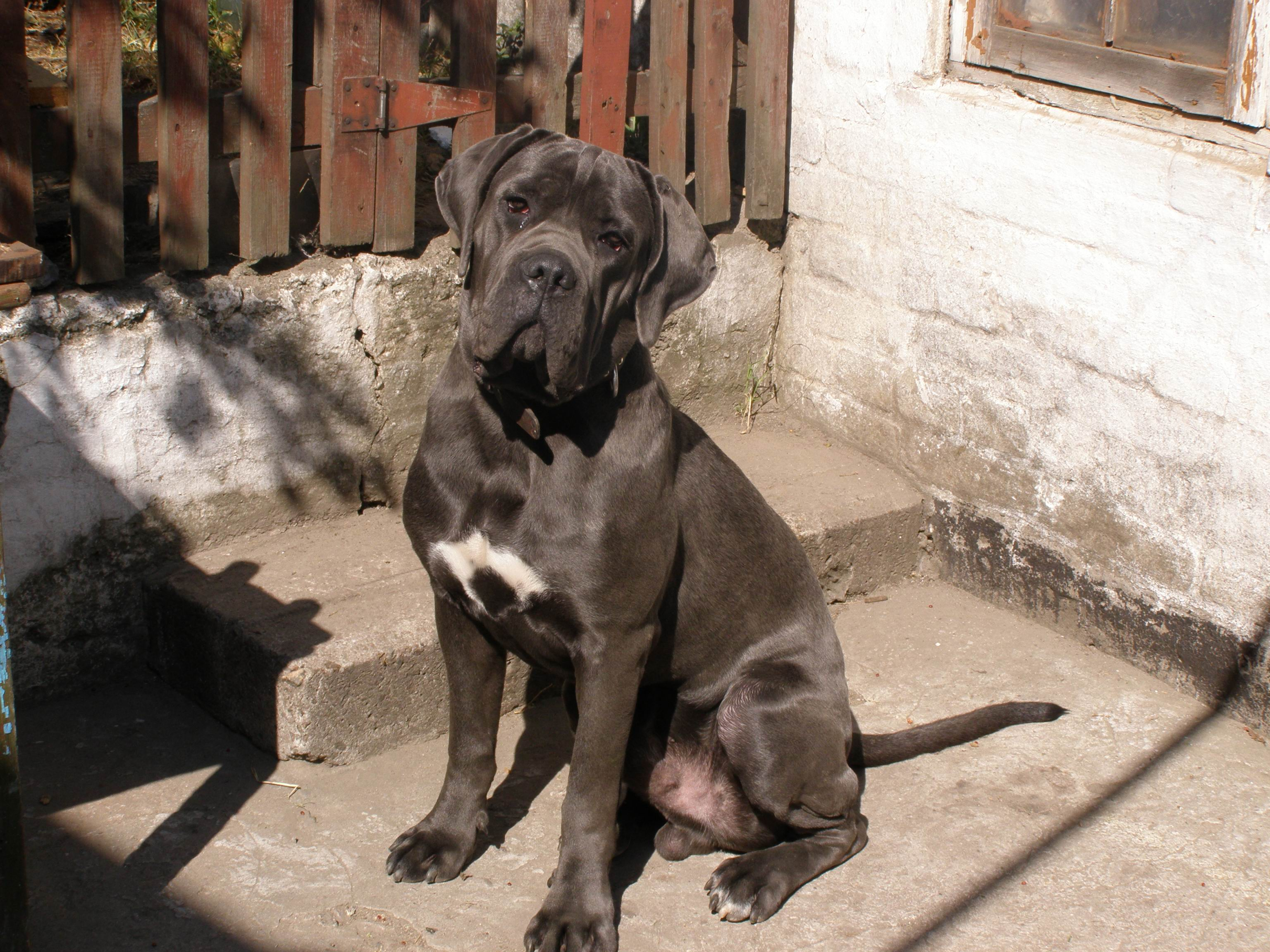
Кане-корсо

Кане-корсо створювалася насамперед як робоча порода, і її морфологічні характеристики відображають придатність для роботи. Ця порода орієнтована на захист і охорону. Собаки сильні, витривалі й дуже розумні. У них чудова інтуїція і вроджений захисний рефлекс, вони розділяють гру і реальну загрозу. Але без серйозної причини або без команди кане-корсо не проявляє агресії. Таким чином, це прекрасний охоронець з вродженим почуттям території, безстрашний і здатний до прийняття самостійних рішень. Цей собака досить великий, міцний, потужний, дуже елегантний, з яскраво вираженою рельєфною мускулатурою, міцним кістяком, з сильними стрункими ногами.

## Догляд та здоров'я
Кане Корсо – порода з потужною статурою та відмінною витривалістю, але, як і всі великі собаки, вони мають низку особливостей здоров'я, які потребують уваги власників. Ці собаки були виведені як робітники та охоронні, і їхня міцна генетика дозволяє їм зберігати активність до глибокої старості. Проте деякі захворювання можуть негативно позначатися їх якості життя, а то й приділяти їм належної уваги.
Загальний стан здоров'я Кане Корсо у середньому дозволяє їм жити 10–12 років. При правильному догляді, своєчасних візитах до ветеринара та збалансованому харчуванні вони можуть прожити довге та активне життя. Тим не менш, у породи є схильність до певних захворювань, в основному пов'язаних з великою статурою та генетикою:
- Дисплазія кульшового та ліктьового суглоба;
- Кардіоміопатія;
- Ентропія та ектропія повік;
- Глаукома;
- Захворювань суглобів і зв'язок

Щоб мінімізувати ризик виникнення більшості захворювань, власникам Кане Корсо рекомендується приділяти увагу регулярним оглядам у ветеринара. Вакцинація, профілактика паразитів (кліщів, бліх, глистів) та догляд за зубами – основні заходи для підтримки здоров'я. Фізична активність та правильне харчування також відіграють ключову роль у забезпеченні здоров'я та довголіття цієї породи. Власники повинні пам'ятати, що здоров'я Кане Корсо багато в чому залежить від їхньої турботи та уваги до потреб собаки.